# Нафорницэ, Валентина
Валентина Нафорницэ (рум. Valentina Naforniță; род. 10 июня 1987, Глодянский район, Молдавская ССР, ныне Республика Молдова) — молдавская оперная певица (сопрано). Народная артистка Молдавии (2018).

## Биография
Окончила музыкальное училище имени Штефана Няги в Кишинёве (2006), а затем Бухарестский национальный университет музыки под руководством Марии Слатинару-Нистор. В настоящее время — солистка Национальной оперы в Бухаресте. Получила приглашение в Венскую государственную оперу.
Муж — баритон Михай Доготарь.

## Репертуар
В 2014 поет партию Церлины в Дон Жуане (Зальцбургский фестиваль, дир. Кристоф Эшенбах) и Мюзетты в Богеме (Венская государственная опера, пост. Франко Дзефирелли). В планах на 2015 — Норина в Доне Паскуале (Венская государственная опера, дир. Хесус Лопес-Кобос) и Джильда в Риголетто (Венская государственная опера, дир. Франц Вельзер-Мёст).

## Признание и награды
- Орден Республики (15 октября 2021 года) — в знак высокого признания особых заслуг перед государством,   за значительный вклад в отстаивании интересов и продвижении имиджа Республики Молдова, выдающиеся профессиональные успехи, гражданскую инициативу и активное участие в содействии реформам, а также в связи с 30-й годовщиной провозглашения независимости Республики Молдова[1].
- Орден «Трудовая слава» (9 октября 2012 года) — за плодотворную творческую деятельность, успехи на Международном конкурсе BBC Cardiff Singer of the World и вклад в продвижение имиджа Республики Молдова за рубежом[2].
- Народная артистка Молдавии (7 сентября 2018 года) — в знак признания особых заслуг перед государством, за долголетний плодотворный труд в различных областях, высокие профессиональные качества и активную общественную деятельность[3].
- Национальная премия Республики Молдова (19 августа 2015 года, Правительство Молдавии) — за выдающиеся достижения в развитии европейского лирического театра[4].
- Первая премия и премия зрительских симпатий на BBC Cardiff Singer of the World competition (2011, ). Вторая премия на гала-фестивале лучших оперных голосов в Парижской опере (январь 2012, ).